# Ralph Northam

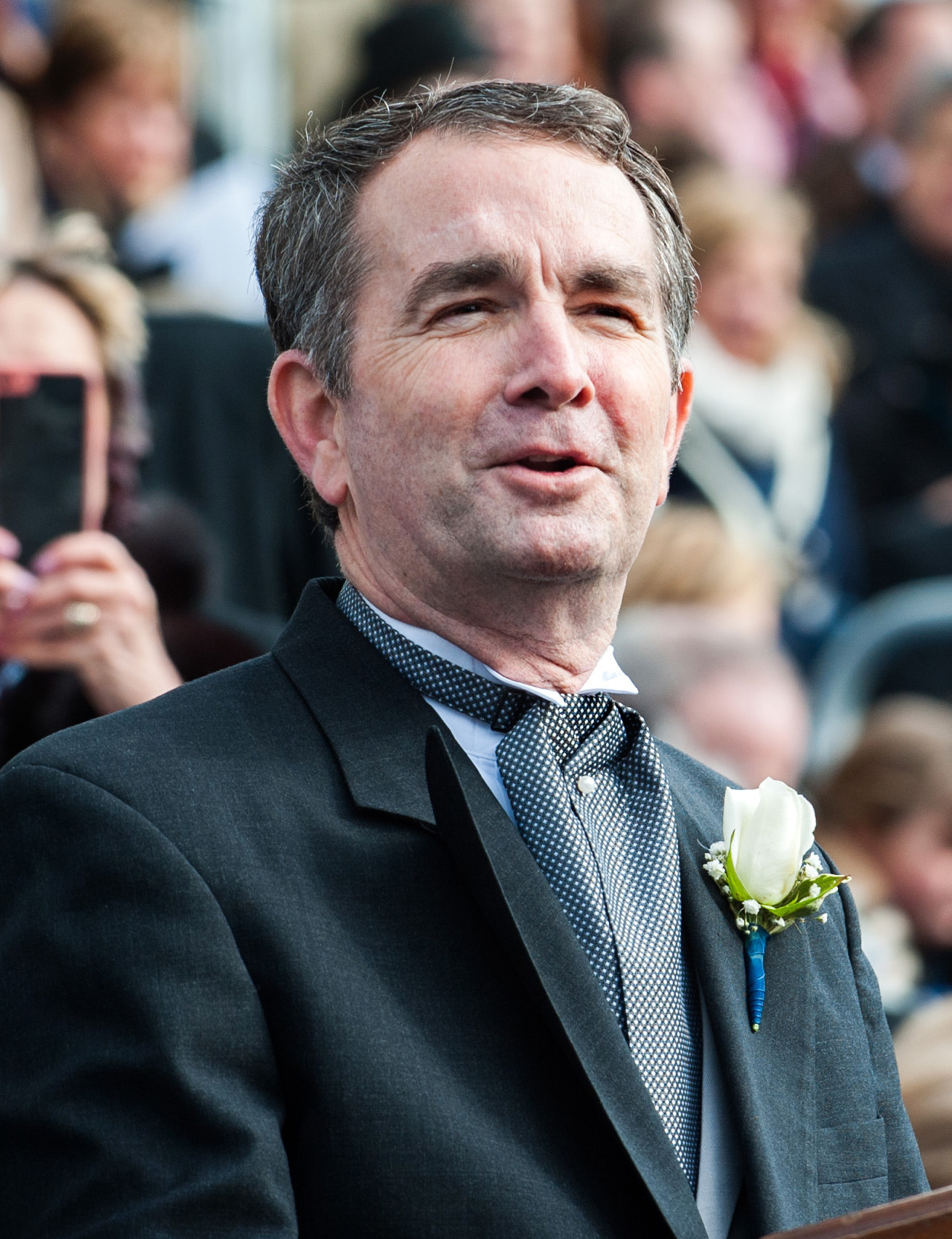
Ralph Northam (2018)

Ralph Shearer Northam (* 13. September 1959 in Nassawadox, Northampton County, Virginia) ist ein US-amerikanischer Politiker der Demokratischen Partei. Er war von 2018 bis 2022 Gouverneur von Virginia, nachdem er ab 2014 Vizegouverneur gewesen war.

## Werdegang
Ralph Northam absolvierte das Virginia Military Institute in Lexington. Anschließend studierte er bis 1984 Medizin an der Eastern Virginia Medical School in Norfolk. Zwischen 1984 und 1992 war er Militärarzt im Rang eines Majors bei der United States Army. Während dieser Zeit belegte er Fortbildungskurse mit dem Spezialgebiet Pädiatrie (Kinder- und Jugendmedizin). Während des Zweiten Golfkrieges behandelte er verwundete Soldaten im amerikanischen Militärkrankenhaus in Landstuhl. Im Jahr 1992 eröffnete Northam in Norfolk eine Praxis für Pädiatrie.
Politisch schloss sich Northam der Demokratischen Partei an. Zwischen 2006 und 2014 saß er im Senat von Virginia. 2013 wurde er an der Seite von Terry McAuliffe zum Vizegouverneur von Virginia gewählt. Dieses Amt bekleidete er ab dem 11. Januar 2014. Dabei war er Stellvertreter des Gouverneurs und Vorsitzender des Staatssenats. Für das Jahr 2017 kündigte Northam eine eigene Kandidatur für den Posten des Gouverneurs an. Bei der demokratischen Primary im Juni 2017 konnte er sich mit knapp 56 Prozent der Stimmen gegen den ehemaligen Kongressabgeordneten Tom Perriello durchsetzen. Bei der Hauptwahl am 6. November des gleichen Jahres siegte er über den Republikaner Ed Gillespie mit 54 zu 45 Prozent überraschend deutlich. Die Nachfolge von McAuliffe als Regierungschef des Bundesstaates trat Northam am 13. Januar 2018 an. Zu seinem Stellvertreter wurde Justin Fairfax gewählt, der ebenfalls der Demokratischen Partei angehört. In sein Kabinett berief der Gouverneur nach Amtsantritt erstmals in der Geschichte Virginias mehr Frauen als Männer.

### Kontroversen
Northam sorgte im November 2018 für Aufsehen, als er zwei Mitglieder des Bürger-Aufsichtsgremiums gegen Luftverschmutzung („Air Pollution Control Board“) von Virginias Umweltschutzbehörde („Department of Environmental Quality“) kurz vor der Abstimmung über eine umstrittene Erdgas-Verdichterstation der „Atlantic Coast Pipeline“ ihrer Posten enthob.
Anfang Februar 2019 geriet er in die Kritik, nachdem eine Seite aus einem studentischen Jahrbuch aus dem Jahr 1984 aufgetaucht war, die ihn, den damals 25-jährigen Medizinstudenten, porträtierte. Auf dieser Seite war auch ein Foto einer Person mit geschwärztem Gesicht neben einer Person in Ku-Klux-Clan-Kluft zu sehen. Nach der Veröffentlichung des Bildes entfaltete sich ein großes Medienecho, und Northam wurde vielfach – auch von prominenten Demokraten – zum Rücktritt aufgefordert. Northam gab zu, dass er damals eine der beiden Personen auf dem Foto gewesen sei, und entschuldigte sich öffentlich für die „klar rassistische und beleidigende“ Aufmachung, lehnte jedoch trotz Forderungen weiterer Politiker, unter anderem auch seines Vorgängers und Parteikollegen Terry McAuliffe, einen Rücktritt ab.